# Янковский, Нарцис
Нарцис Янковский (пол. Narcyz Jankowski, 1827 год, Киевская губерния, Российская империя — 14 апреля 1910 года) — польский заговорщик, организатор конспиративных организаций.
Нарцис Янковский родился в 1827 году. Он происходил из польской семьи землевладельцев, которые поселились в Киевской губернии. В молодости служил в царской армии. Принял участие в Крымской войне, где он воевал как кавалерийский офицер в звании лейтенанта. После войны 27 января 1857 года вышел в отставку. В Киеве входил в состав Тройницкого общества. По данным царской полиции был основателем тайного общества, но польские источники этого не подтверждают.
В 1858 году он продал семейное имение и в мае приехал в Варшаву, где стал заниматься подпольной работой. Нарцис Янковский создал тайные кружки, в июне их было уже 4: в Академии изящных искусств, в Маримонте и два в Медико-хирургической академии. Объединял академическую молодёжь вокруг идеи борьбы с царизмом, не жалея для этих целей свои частные деньги.